# Günter Beier
Günter Beier (n. 2 martie 1942, Altenburg, Landul Turingia, Germania Nazistă) este un psihoterapeut ce a reprezentat Germania, medaliat olimpic. A participat la o ediție a Jocurilor Olimpice (1968) în care a câștigat o medalie de bronz.